# Журавлівка (Бєлгородська область)
Журавлівка (рос. Журавлевка) — село у Бєлгородському районі Бєлгородської області Російської Федерації.
Населення становить 1193  особи. Входить до складу муніципального утворення Журавлевське сільське поселення.

## Історія
Населений пункт розташований у східній частині української суцільної етнічної території — східній Слобожанщині.
Згідно із законом від 20 грудня 2004 року № 159 від 1 січня 2006 року належить до муніципального утворення Журавлевське сільське поселення.
В 2022-му році у зв'язку з частими обстрілами проведено евакуацію населення.
В жовтні 2024 стало відомо, що українські воїни 3-ї бригади оперативного призначення «Спартан» знищили 3 БМП в районі села 

## Населення
| 2002 | 2010  |
| ---- | ----- |
| 1078 | ↗1193 |